# Ever-Team
Ever Team Software est un éditeur européen de solutions intégrées de gouvernance de l'information et de gestion de contenu d’entreprise (CSP) et le 1er éditeur français à entrer dans le « Magic Quadrant » des solutions CSP, publié par le cabinet d’analystes Gartner.
Alliant expertise et innovations technologiques autour de l’intelligence artificielle et du traitement automatique du langage naturel (NLP) grâce son laboratoire de recherche Everteam.lab, les solutions d'Ever Team Software sont disponibles sur une plateforme logicielle unique, et adaptées à différents contextes métiers
Depuis janvier 2020, Everteam a intégré le Groupe Kyocera.
Les bureaux d’Everteam sont situés en France (Paris et Lyon) et en Suisse (Genève).

## Histoire
Fondé en 1990 à Lyon, Ever Team Software est un éditeur de logiciels de gestion des informations d’entreprise (EIM) spécialisé dans la Gouvernance de l’Information.
L'entreprise est élue "2018 Best Information Governance Company Award" aux États-Unis[réf. nécessaire]. Elle dispose d'un centre de recherche privé agréé par l'État, est actrice de la normalisation (ISO, Afnor...) et est le premier éditeur à avoir un SAE certifié NFZ 42013 pour un usage interne et non commercial.
En mars 2018, l'éditeur Everteam prend le contrôle du distributeur Spigraph,.
Deux mois plus tard, en mai, Everteam rachète GlassIG.
En janvier 2020, Everteam intègre le Groupe Kyocera (plus de 76 000 employés dans le monde, 14,6 Md$ de chiffre d’affaires).

## Innovation
Les solutions Ever Team Software sont disponibles sur un socle logiciel unique et sont adaptées à différents contextes métiers. Elles aident les clients à se connecter, découvrir, organiser et gérer leurs actifs informationnels afin d’augmenter leur valeur, minimiser leurs risques et réduire leurs coûts.
Depuis sa création, Ever Team Software a centré sa stratégie autour de l’innovation, avec un investissement dans la R&D supérieur à la moyenne du secteur : 20% du chiffre d’affaires. L'entreprise associe l'expertise et l'innovation technologique autour de l’intelligence artificielle et du traitement automatique du langage naturel (NLP). Grâce à un laboratoire interne et une équipe de chercheurs, des solutions technologiques sont créées afin de révolutionner le monde de la gestion de contenu : everteam.lab a lancé des innovations majeures dans les domaines du big data,, de l'IA, NLP, des archives et de la gestion de processus.
Cet investissement se traduit par :
- une parfaite adéquation des solutions Ever Team Software aux demandes du marché,
- une gamme progicielle à l’état de l’art technologique,
- une réponse complète aux normes et standards du marché et notamment un fort respect des « Référentiels Généraux d’Interopérabilité » de la Direction Générale de la Modernisation de l’État et de la norme NF Z42-013 – version 2009 d’archivage électronique à valeur probante, aujourd’hui norme ISO 14641-1.

## Offre
L’offre Ever Team Software est composée d’une gamme de solutions pré-packagées et établies à partir d’un socle logiciel unique orienté « Gouvernance de l’Information », couvrant, de façon modulaire et intégrée, l’ensemble des technologies nécessaires aux entreprises d’aujourd’hui :
- l’analytics, les technologies de Natural Language Processing (NLP) et l'IA
- la valorisation et la reprise des « File Sharing » (EFSS)
- le traitement des flux entrants/sortants via des technologies GED et Workflow
- l’archivage de l’information (pour tout format, tout volume)
- s’appuyant sur une large variété de connecteurs dédiés prêts à l’emploi (SharePoint, SAP, CMIS, Exchange, Google drive, etc.) pour permettre un pilotage centralisé de l’information

Consciente que les besoins des entreprises évoluent, et que les projets ne peuvent pas toujours être menés en transverse de tous les services, la société a créé la gamme « Everteam for you ». Celle ci est composée de sept logiciels, répondant séparément à des besoins spécifiques tels que l'analyser du vrac numérique, des dossiers partagés, les GED métiers (immobilier, assurance).

## Produits
Ever Team Software / Everteam est acteur du marché de la gouvernance de l’information avec une suite dédiée.
Devant le volume d’informations généré et stocké par une entreprise ou une organisation, cette dernière a besoin de rendre les données accessibles en interne, de les archiver ou de les détruire. Elle doit aussi réaliser une gestion des données personnelles conforme aux obligations légales. Le recours à l'intelligence artificielle permet de fluidifier les procédures d'élimination.
Les produits permettent au client de se connecter à l’ensemble des bases de données de son organisation, d’identifier, de nettoyer et de classer les données qu’elles contiennent, d’appliquer des règles en matière de cycles de vie et de conservation des données, d’archiver les données sélectionnées et de gérer le processus d’élimination.

## Clients
Parmi les clients, Ever Team Software compte des organismes de premier plan, français et internationaux, qui font confiance aux solutions. Parmi elles, des centaines d’entreprises leaders mondiales dans leur secteur.
- Assurance et mutuelles : L'Auxiliaire, Covéa, MAIF, JP Colonna, AXA Juridica, MAEE, Apicil
- Banque et finance : BNP Paribas Leasing Solutions
- Énergies : Engie
- Construction et immobilier : Bouygues Construction
- Industries : Dekra
- Secteur public, gouvernement et éducation : CNRS